# Mount-Isarog-Nationalpark
Der Mount-Isarog-Nationalpark liegt in der Provinz Camarines Sur auf der Insel Luzon in den Philippinen. Der Nationalpark wurde am 20. Juli 1938 mit dem Präsidentenerlass 238 auf einer Fläche von 9971 Hektar, die den aktiven Vulkan Isarog komplett einschließt, eingerichtet. Der Nationalpark umfasst Höhenzonen zwischen 150 Metern und 1966 Metern über dem Meeresspiegel, am Gipfel des Isarog. Am 20. Juni 2002 wurde der Nationalpark lt. der Proklamation 214 einer Neubewertung, gemäß den Richtlinien des National Integrated Protected Areas Systems, unterzogen. Seitdem wird er als Mount Isarog Natural Park auf einer Fläche von 101,12 km² ausgewiesen.
Die Vegetation im Nationalpark ist relativ vielseitig und beinhaltet Parang-Grasflächen, die gepaart mit Heidevegetation und Flachlandregenwald bis zu einer Höhe von 1.000 Metern auftreten, Bergwälder über 900 Metern bis 1500 Meter und niedrig wachsenden Bergregenwald bis in die Gipfelregion.
Der Mount Isarog ist Heimat mehrerer endemischer Tierarten, wie der Isarog-Spitzmausratte (Archboldomys luzonensis), der Isarog-Streifenratte, (Chrotomys gonzalesi) aus der Familie der Luzon-Streifenratten, und der Isarog-Nasenratte (Rhynchomys isarogensis), über deren Biologie sehr wenig bekannt ist.
Der Tourismus ist sehr unterentwickelt und beschränkt sich auf die Malabsay-Wasserfälle im Südosten des Nationalparks und die sulfathaltigen heißen Quellen von Hiwacloy.

## Quelle
- BirdLife International: Mount Isarog National Park. Abgerufen am 17. Januar 2022.
- Mt. Isarog Natural Park in der World Database on Protected Areas (englisch)